# Charles Usher

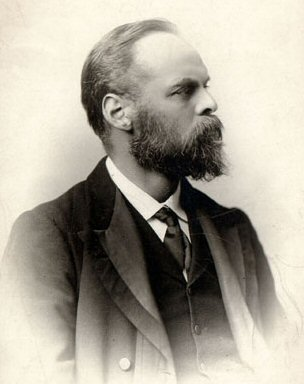
Charles Howard Usher (circa 1900)

Charles Howard Usher (* 1865 in Edinburgh; † 1942) war ein schottischer Ophthalmologe und ist der Namensgeber des Usher-Syndroms, einer erblichen Blind-Taubheits-Erkrankung.
Charles Usher wurde 1865 als viertes Kind einer großen Familie in Edinburgh geboren. Er absolvierte sein Medizinstudium an der Universität von Cambridge und am St. Thomas’s Hospital in London, welches er erfolgreich 1891 abschloss. In der Folge arbeitete er in Edinburgh als Chirurg für den zu seiner Zeit bekannten Ophthalmologen Edward Nettleship und als Ophthalmologe in den Krankenhäusern Aberdeen Royal Infirmary und Royal Aberdeen Hospital for Sick Children bis zu seinem Ruhestand 1926.
Angespornt durch Nettleship untersuchte Charles Usher unter anderem Augenerkrankungen in der Bevölkerung der schottischen Highlands. Im Jahr 1914 veröffentlichte er eine Studie zu Retinitis pigmentosa.  Hierin bemerkte er, dass 19 der 69 betroffenen Patienten ein gewisses Maß an Schwerhörigkeit aufwiesen. Die Ergebnisse dieser Studie trug er Jahre später nochmals in der Bowman lecture der Gesellschaft der britischen Ophthalmologen vor, ohne jedoch diesen Zusammenhang nochmals zu erwähnen.  In der Folge wurde der Name „Usher“ als Eponym für Syndrome mit Retinitis pigmentosa und Schwerhörigkeit verwendet.